# Фаббри, Эдмондо
Эдмондо Фаббри (итал. Edmondo Fabbri; 6 сентября 1921 — 8 июля 1995) — итальянский футболист, фланговый полузащитник. По завершении игровой карьеры —футбольный тренер, тренер сборной Италии на чемпионате мира 1962 года. В качестве игрока прежде всего известен выступлениями за клуб «Парма». Двукратный обладатель Кубка Италии (как тренер).

## Клубная карьера
Во профессиональном футболе дебютировал в 1938 году выступлениями за команду «Имола», в которой провел один сезон, приняв участие в 12 матчах чемпионата. Впоследствии с 1939 по 1951 год играл в составе команд «Форли», «Аталанта», «Амброзиана Интер», «Фаэнца», «Интернационале», «Сампдория», «Аталанта» и «Брешиа».
Своей игрой за последнюю команду привлек внимание представителей тренерского штаба «Пармы», к составу которого присоединился в 1951 году. Сыграл за пармскую команду следующие четыре сезона своей игровой карьеры. Большинство времени, проведенного в составе «Пармы», был основным игроком команды. В составе «Пармы» был одним из лучших бомбардиров команды, имея среднюю результативность на уровне 0,39 гола за игру. Завершил профессиональную карьеру в клубе «Мантова», за которую выступал на протяжении 1955—1957 годов.

## Тренерская карьера
Начал тренерскую карьеру сразу после завершения карьеры игрока в 1957 году, возглавив тренерский штаб своего последнего клуба «Мантова». За четыре сезона с 1957 по 1961 год сумел вывести команду из четвёртого по силе дивизиона Италии в первый. В своем дебютном сезоне в Серии A команде-новичку удалось финишировать в верхней половине турнирной таблицы (9 место).
При выборе нового главного тренера национальной сборной Италии, должность которого освободилась после неудачного выступления национальной команды на чемпионате мира 1962 года, руководство Итальянской федерации футбола обратило внимание на Фаббри. Молодой тренер принял предложение возглавить сборную и начал её подготовку к чемпионату мира 1966 года. На этом турнире итальянцы также выступили неудачно, не выйдя из группы на первом этапе соревнования, прежде всего из-за сенсационного поражения от сборной КНДР. После вылета сборной Италии с турнира, Фаббри ушёл в отставку.
С 1967 года возглавлял такие команды как «Торино», «Болонья», «Кальяри» и «Тернана». С первыми двумя командами достигал побед в розыгрышах Кубка Италии. Последним местом тренерской работы был клуб «Пистойезе», которой Фаббри руководил до 1981 года.